# 土田博行
土田博行(つちだ ひろゆき)是日本杀人犯。
他受到日本动画片《新世纪福音战士》的影响，认同片中「进化的终极是灭亡」的言论，并于2003年6月25日在家中杀害自己的母亲。警方很快将他拘捕。2004年2月23日，一审时被宣判入狱十四年。

## 消息來源
1. ↑  アニメの影響で母殺害バット殺人, 2003-12-02, 時事通信archive （页面存档备份，存于）
2. ↑  エヴァンゲリオンの影響で母殺害した無職男性に懲役１４年, 2004-02-24, 毎日新聞[永久]archive （页面存档备份，存于）